# Luigi Giuseppe di Borbone-Condé
Luigi-Giuseppe di Borbone-Condé (Parigi, 9 agosto 1736 – Parigi, 13 maggio 1818) è stato un generale e nobile francese.
Ottavo e penultimo dei Principi di Condé, era figlio di Luigi-Enrico di Borbone-Condé e della principessa Carolina d'Assia-Rotenburg. Fu anche duca di Borbone, duca d'Enghien, duca di Guisa, duca di Bellegarde, gran maestro di Francia e pari di Francia.

## Biografia

### Infanzia

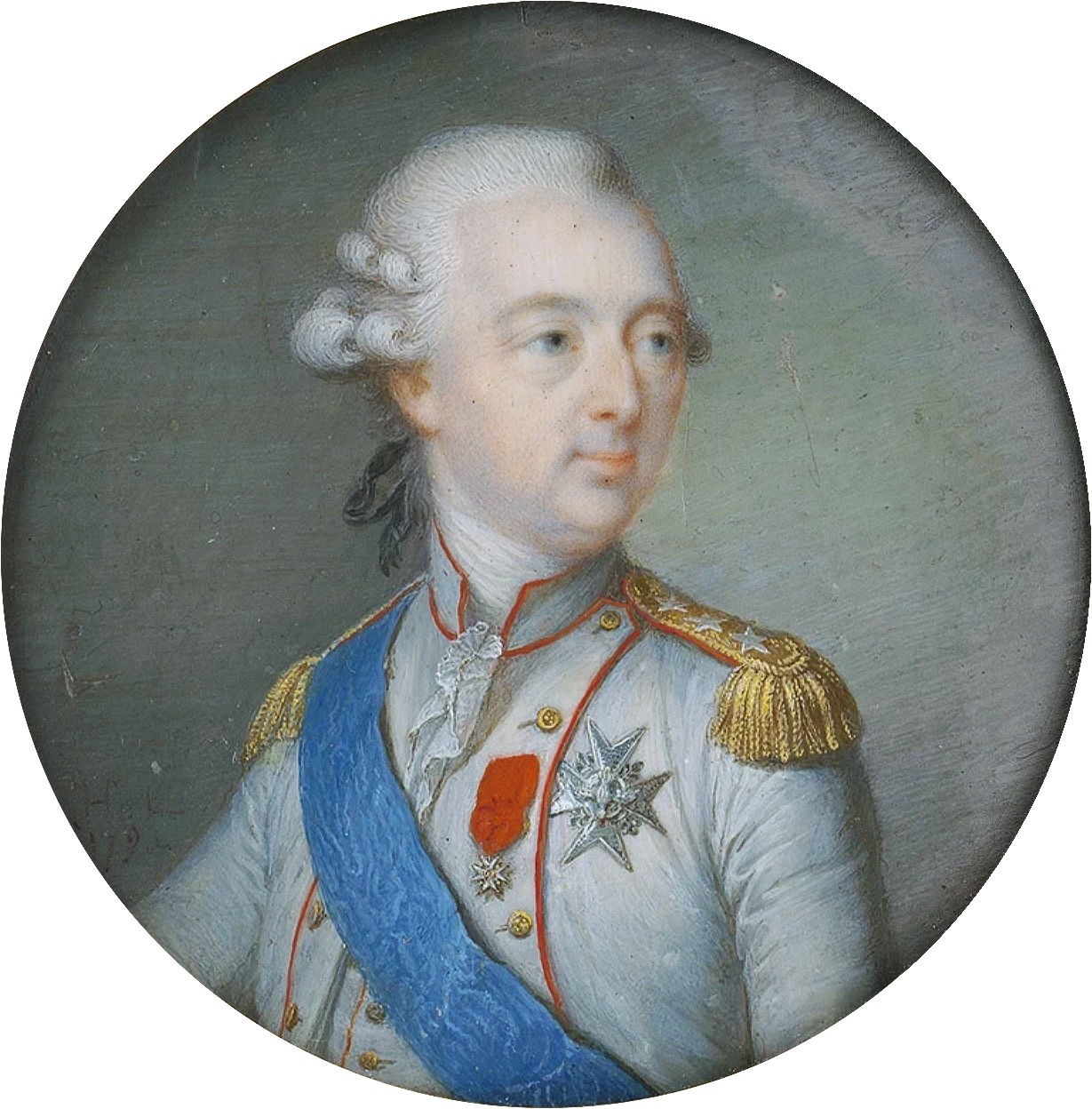
Luigi Giuseppe in giovane età in una miniatura settecentesca di Jacques Augustin

Nacque il 9 agosto 1736 a Parigi da Luigi-Enrico di Borbone-Condé e dalla principessa Carolina d'Assia-Rotenburg.

### Primo matrimonio

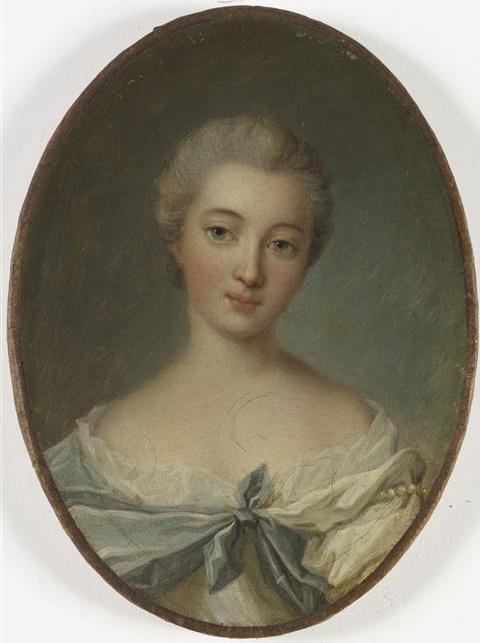
Madame la Princesse de Condé ritratta da Jean-Marie Ribou

Il 3 maggio 1753 sposò a Versailles Carlotte di Rohan, figlia di Carlo di Rohan, principe di Soubise e duca di Rohan-Rohan, dalla quale ebbe tre figli.

### Carriera militare

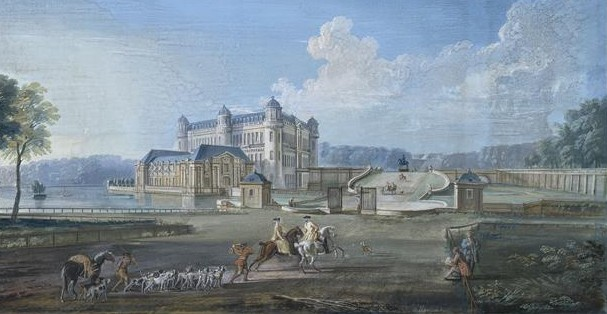
Il Castello di Chantilly in un dipinto del XVIII secolo dopo le trasformazioni di Jules Hardouin-Mansart e Jean Aubert.

Luigi Giuseppe divenne luogotenente generale nel 1758 e combatté nella guerra dei sette anni nella quale riportò le vittorie di Grüningen e di Johannisberg (1762). Successivamente divenne amministratore della Borgogna. Nel 1764 fece ingrandire il Palazzo Borbone, lasciando la residenza del Palazzo dei Condé a Parigi che fece demolire e sul cui suolo fece costruire l'attuale teatro dell'Odeon. Fece anche abbellire il Castello di Chantilly.
Nel 1780 fu nominato da Luigi XVI colonnello generale della fanteria francese. Tra il 1787 e il 1788, fu membro dell'Assemblea dei notabili, ove difese gli ordini privilegiati. Nonostante i suoi pubblici sentimenti di liberale, si oppose durante la rivoluzione francese al raddoppio dei membri del terzo stato, accettato da Luigi XVI il 27 dicembre 1789, e fu anche uno dei primi ad emigrare dalla Francia dopo la presa della Bastiglia. Andò inizialmente nei Paesi Bassi e poi a Torino. Dichiarato traditore in Francia i suoi beni vennero confiscati. Essendo come suo figlio e suo nipote un realista, fedele all'ancien régime, organizzò la costituzione di una "armata degli emigrati francesi" nella città tedesca di Worms. Le potenze alleate finanziarono l'iniziativa legittimista ma pretesero il controllo militare delle armate. Disposta sulle rive del Reno nel 1794 e 1795, l'armata del Condé passò prima sotto il controllo inglese, poi sotto quello austriaco ed infine nel 1797, a seguito del trattato di Campoformio, sotto quello russo.

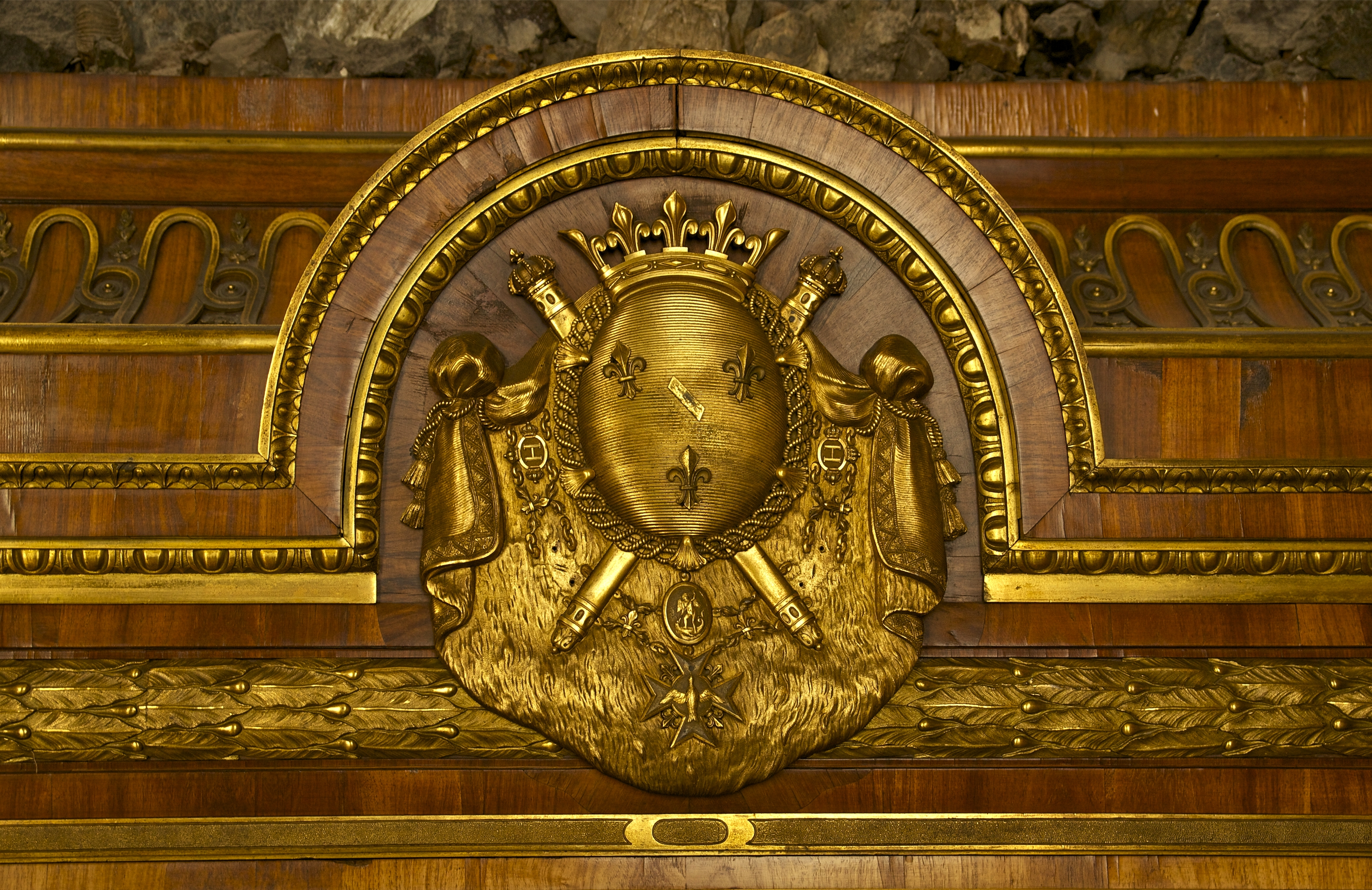
Lo stemma del Principe nel gabinetto della mineralogia al Castello di Chantilly

Nonostante il valoroso comportamento tenuto nelle battaglie di Wissembourg, Hagenau e Bentheim, dopo il trattato di Lunéville il Condé dovette sciogliere la sua armata, e nel 1800 si trasferì con il figlio in Gran Bretagna a Wanstead, ove venne seguito sempre il cerimoniale dell'antico regime. Tenne una corrispondenza segreta con i realisti residenti in Francia, ed in particolare con il generale francese Jean-Charles Pichegru, che, scoperta, costò a quest'ultimo una condanna alla galera in Guyana (dalla quale riuscì ad evadere riparando in Inghilterra) e successivamente la vita.

### Secondo matrimonio

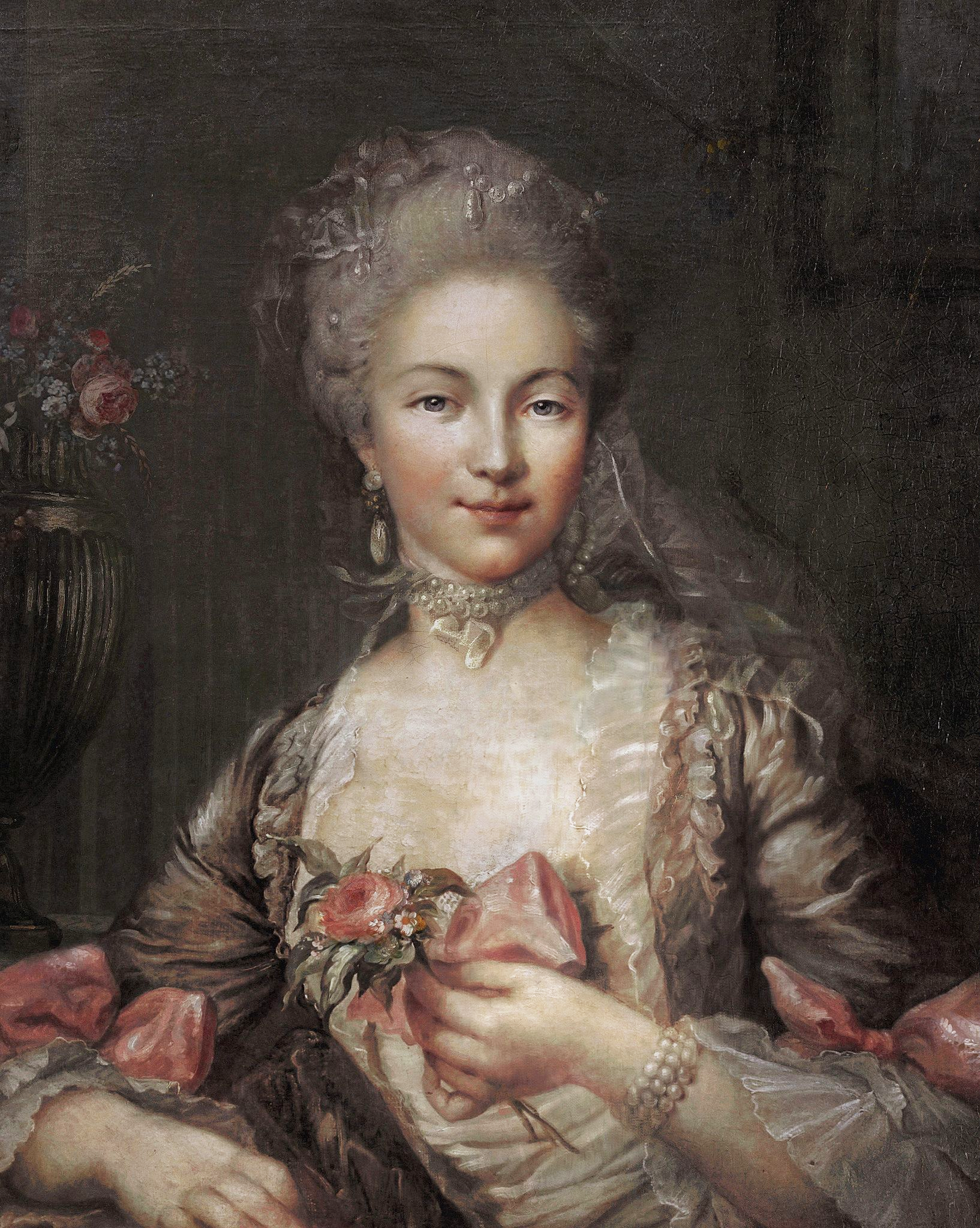
Maria Caterina Brignole

Sposò poi in seconde nozze la principessa Maria Caterina Brignole-Sale, vedova del principe Onorato III di Monaco.
Fu il nonno paterno di Luigi-Antonio Enrico di Borbone-Condé, duca di Enghien, ultimo successore della dinastia Borbone-Condé.

### Restaurazione

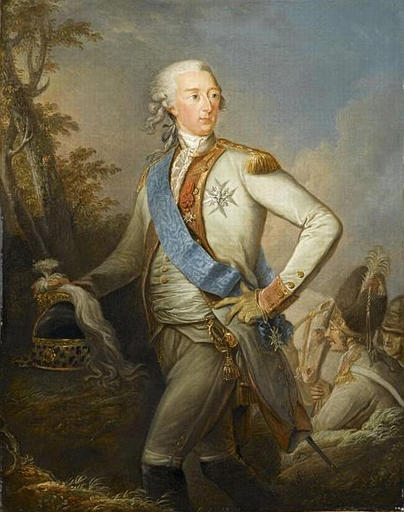
Luigi Giuseppe di Borbone-Condé

Con la Restaurazione rientrò nel 1814 in Francia e Luigi XVIII gli riconferì la carica di gran maestro di Francia, carica già conferitagli nel 1740 da Luigi XV e rimasta sospesa nei periodi repubblicano e del primo impero.

### Morte

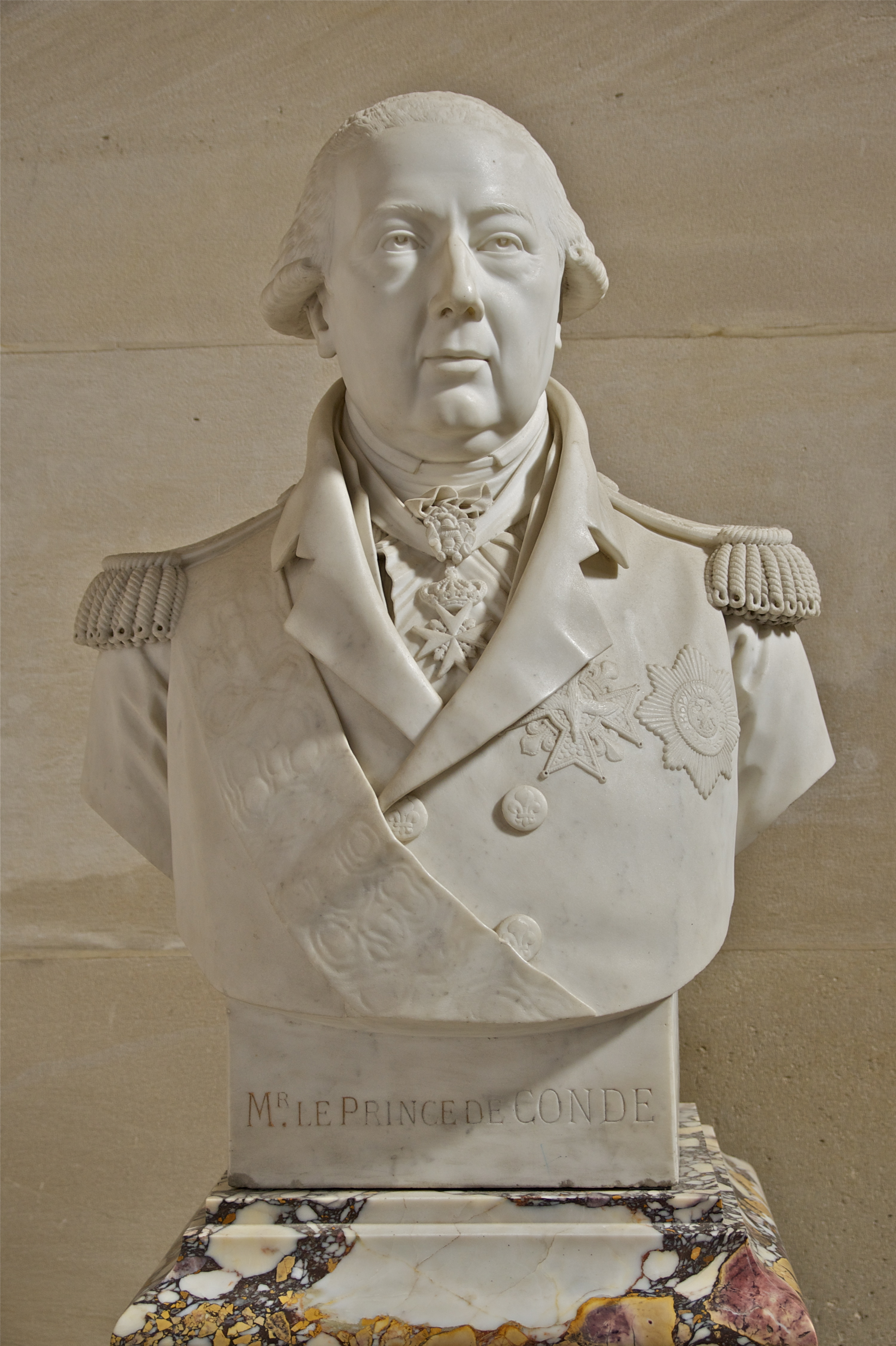
Un busto del Duca di Condé di Louis-Pierre Desseine

Il Principe morì il 13 maggio 1818 a Parigi.

## Discendenza
Con la sua prima moglie Carlotte di Rohan ebbe tre figli:
- Luigi-Enrico-Giuseppe di Borbone-Condé, erede del titolo (1756-1830);
- Maria di Borbone-Condé (1756-1759);
- Luisa Adelaide di Borbone-Condé (1757-1824, mademoiselle de Condé), badessa prima di Remiremont e poi del Tempio.

## Stemma
| Image | Stemma                                                                     |
| ----- | -------------------------------------------------------------------------- |
| \| \| | Luigi Giuseppe di Borbone-Condé Principe di Condé, Gran Maestro di Francia |
|       |                                                                            |

## Ascendenza
|                                                 |                             |                                                       | Genitori                                          |  |  | Nonni |  |  | Bisnonni                           |  |  | Trisnonni                 |  |
|                                                 |                             |                                                       |                                                   |  |  |       |  |  | Enrico III Giulio di Borbone-Condé |  |  | Luigi II di Borbone-Condé |  |
|                                                 |                             |                                                       |                                                   |  |  |       |  |  | Enrico III Giulio di Borbone-Condé |  |  | Luigi II di Borbone-Condé |  |
|                                                 |                             | Chiara Clemenza di Maillé                             |                                                   |  |  |       |  |  | Enrico III Giulio di Borbone-Condé |  |  |                           |  |
| Luigi III di Borbone-Condé                      |                             |                                                       |                                                   |  |  |       |  |  | Enrico III Giulio di Borbone-Condé |  |  |                           |  |
|                                                 |                             | Anna Enrichetta del Palatinato                        | Edoardo del Palatinato-Simmern                    |  |  |       |  |  |                                    |  |  |                           |  |
|                                                 |                             | Anna Enrichetta del Palatinato                        | Edoardo del Palatinato-Simmern                    |  |  |       |  |  |                                    |  |  |                           |  |
|                                                 |                             | Anna Enrichetta del Palatinato                        | Anna Maria di Gonzaga-Nevers                      |  |  |       |  |  |                                    |  |  |                           |  |
| Luigi-Enrico di Borbone-Condé                   |                             | Anna Enrichetta del Palatinato                        |                                                   |  |  |       |  |  |                                    |  |  |                           |  |
|                                                 |                             | Luigi XIV di Francia                                  | Luigi XIII di Francia                             |  |  |       |  |  |                                    |  |  |                           |  |
|                                                 |                             | Luigi XIV di Francia                                  | Luigi XIII di Francia                             |  |  |       |  |  |                                    |  |  |                           |  |
|                                                 |                             | Luigi XIV di Francia                                  | Anna d'Austria                                    |  |  |       |  |  |                                    |  |  |                           |  |
| Luisa Francesca di Borbone-Francia              |                             | Luigi XIV di Francia                                  |                                                   |  |  |       |  |  |                                    |  |  |                           |  |
|                                                 |                             | Madame de Montespan                                   | Gabriele de Rochechouart                          |  |  |       |  |  |                                    |  |  |                           |  |
|                                                 |                             | Madame de Montespan                                   | Gabriele de Rochechouart                          |  |  |       |  |  |                                    |  |  |                           |  |
|                                                 |                             | Madame de Montespan                                   | Diana de Grandseigne                              |  |  |       |  |  |                                    |  |  |                           |  |
| Luigi-Giuseppe di Borbone                       |                             | Madame de Montespan                                   |                                                   |  |  |       |  |  |                                    |  |  |                           |  |
|                                                 | Guglielmo d'Assia-Rotenburg | Ernesto d'Assia-Rheinfels                             |                                                   |  |  |       |  |  |                                    |  |  |                           |  |
|                                                 | Guglielmo d'Assia-Rotenburg | Ernesto d'Assia-Rheinfels                             |                                                   |  |  |       |  |  |                                    |  |  |                           |  |
|                                                 | Guglielmo d'Assia-Rotenburg | Maria Eleonora di Solms-Lich                          |                                                   |  |  |       |  |  |                                    |  |  |                           |  |
| Ernesto Leopoldo d'Assia-Rotenburg              | Guglielmo d'Assia-Rotenburg |                                                       |                                                   |  |  |       |  |  |                                    |  |  |                           |  |
|                                                 |                             | Maria Anna Francesca di Löwenstein-Wertheim-Rochefort | Ferdinando Carlo di Löwenstein-Wertheim-Rochefort |  |  |       |  |  |                                    |  |  |                           |  |
|                                                 |                             | Maria Anna Francesca di Löwenstein-Wertheim-Rochefort | Ferdinando Carlo di Löwenstein-Wertheim-Rochefort |  |  |       |  |  |                                    |  |  |                           |  |
|                                                 |                             | Maria Anna Francesca di Löwenstein-Wertheim-Rochefort | Anna Maria di Fürstenberg-Heiligenberg            |  |  |       |  |  |                                    |  |  |                           |  |
| Carolina di Hessen-Rheinfels-Rotenburg          |                             | Maria Anna Francesca di Löwenstein-Wertheim-Rochefort |                                                   |  |  |       |  |  |                                    |  |  |                           |  |
|                                                 |                             | Massimiliano Carlo di Löwenstein-Wertheim-Rochefort   | Ferdinando Carlo di Löwenstein-Wertheim-Rochefort |  |  |       |  |  |                                    |  |  |                           |  |
|                                                 |                             | Massimiliano Carlo di Löwenstein-Wertheim-Rochefort   | Ferdinando Carlo di Löwenstein-Wertheim-Rochefort |  |  |       |  |  |                                    |  |  |                           |  |
|                                                 |                             | Massimiliano Carlo di Löwenstein-Wertheim-Rochefort   | Anna Maria di Fürstenberg-Heiligenberg            |  |  |       |  |  |                                    |  |  |                           |  |
| Eleonora Maria di Löwenstein-Wertheim-Rochefort |                             | Massimiliano Carlo di Löwenstein-Wertheim-Rochefort   |                                                   |  |  |       |  |  |                                    |  |  |                           |  |
|                                                 |                             | Polissena Maria di Lichtenberg und Belasi             | Matteo Khuen von Lichtenberg und Belasi           |  |  |       |  |  |                                    |  |  |                           |  |
|                                                 |                             | Polissena Maria di Lichtenberg und Belasi             | Matteo Khuen von Lichtenberg und Belasi           |  |  |       |  |  |                                    |  |  |                           |  |
|                                                 |                             | Polissena Maria di Lichtenberg und Belasi             | Anna Susanna von Meggau                           |  |  |       |  |  |                                    |  |  |                           |  |
|                                                 |                             | Polissena Maria di Lichtenberg und Belasi             |                                                   |  |  |       |  |  |                                    |  |  |                           |  |